# Aphanistes limulus
Aphanistes limulus là một loài tò vò trong họ Ichneumonidae.